# Pentatermus striatus
Pentatermus striatus är en stekelart som först beskrevs av Gyöö Viktor Szépligeti 1908.  Pentatermus striatus ingår i släktet Pentatermus och familjen bracksteklar. Inga underarter finns listade i Catalogue of Life.